# Який ти прекрасний!
«Який ти прекрасний!» (фр. Comme t'y es belle!) — кінофільм режисера Лізи Азуелос, що вийшов на екрани в 2006 році.

## Зміст
Париж. У Єврейській громаді чотири жінки шукають любов свого життя.

## Ролі
| Актор            | Роль                   |
| ---------------- | ---------------------- |
| Мішель Ларок     | Іса                    |
| Ор Атіка         | Леа                    |
| Валері Бенґіґі   | Аліса                  |
| Жеральдін Накаш  | Ніна                   |
| Тьєррі Невік     | Мішель                 |
| Александр Астьє  | Жиль                   |
| Франсіс Юстер    | Давид                  |
| Девід Камменос   | Симон                  |
| Марта Віллалонга | Ліліана                |
| Ендрю Лінкольн   | Поль                   |
| Фредерік Беґбеде | Іван                   |
| Маню Пайєт       | 2-й чоловік у синагозі |

## Знімальна група
- Режисер — Ліза Азуелос
- Сценарист — Ліза Азуелос, Майкл Лелуш, Ерве Мімран
- Продюсер — Джані Тілтгес, Карола Еш, Бенуа Емар
- Композитор — Олександр Лір, Сільвен Орел, Ніколас Вейл